# 大地睦美
大地 睦美（おおち むつみ、1960年1月31日 - ）は、日本の女性声優。徳島県出身。ぷろだくしょんバオバブ所属。

## 人物
以前はアーツビジョンに所属していた。
資格は普通自動車免許、中学校1級教員免許（英語）。
特技は子供に好かれること、絵本の読みきかせ。趣味はアロマテラピー、ミステリー、フラダンス、源氏物語。
方言は大阪弁、京都弁、徳島弁。

## 出演作品

### テレビアニメ
- ガンパレード・マーチ 〜新たなる行軍歌〜（2003年、カセットの声）
- ドラえもん（2004年）

### 吹き替え

#### 映画
- オペレーション（リニア）
- グリッター きらめきの向こうに（カレン）
- ジャック&ジル
- ナイトビジョン
- ハイジャック・アロー（コリン）

### ナレーション
- あなた、その川を渡らないで（予告）
- 癒しの旅〜日本の世界遺産
- 確定申告
- 金田一少年の事件簿〜時空の謎〜
- JTスモーキンクリーンキャンペーン
- 平和の願いをこめて2016 -今、語り継ぐ戦争の体験-
- プラネタリウム「夏の夜空」
- ポーラ化粧品「新エスティナ」
- メイプルリーフCM
- ライフサイエンス「細胞と情報」

### キャスター
- 東京マーケットトゥディ
- 暮らしのマイク

### 朗読舞台
- 藤沢周平「十三夜」
- 三浦哲朗「マヤ」
- 向田邦子「犬小屋」
- 田辺聖子「週末のチューリップ」
- 平家物語「小督」